# Cuauhtémoc (Frontera Comalapa)
Ciudad Cuauhtémoc es una localidad del estado mexicano de Chiapas, ubicada en la frontera entre México y Guatemala. Se encuentra frente a la localidad guatemalteca de La Mesilla.
Ciudad Cuauhtémoc fue fundada y desarrollada como punto final de la Carretera Panamericana en México, siendo esta la Carretera Federal 190 que conduce desde la Ciudad de México hasta ese punto, anteriormente su nombre era El Ocotal, pero el 8 de mayo de 1950 se le cambió su nombre por el actual; sin embargo, Ciudad Cuauhtémoc es una localidad muy pequeña, en 2005 registró 2.069 habitantes. Pertenece al municipio de Frontera Comalapa.
A pesar de ser considera punto inicial o terminal en México de la Carretera Panamericana, Ciudad Cuauhtémoc no es el principal punto fronterizo de México con Guatemala, el grueso de la actividad migratoria se ubica en el extremo sur de la frontera, en la región de Suroeste, donde se encuentran los puntos fronterizos de Ciudad Hidalgo y Talismán.